# Transports dans les Bouches-du-Rhône
Les transports dans le département français des Bouches-du-Rhône sont marqués par l'importance de l'agglomération de Marseille dans le sud-est du département. Site du premier port et du quatrième aéroport de l'Hexagone, carrefour de plusieurs autoroutes et extrémité d'une ligne à grande vitesse provenant de Paris, Marseille est aussi une ville dont le développement a été contraint par le relief environnant. Il en résulte la concentration des infrastructures dans des voies de passages étroites, cause de la saturation des transports routier et en commun, et la construction de nombreux tunnels.

## Transport routier

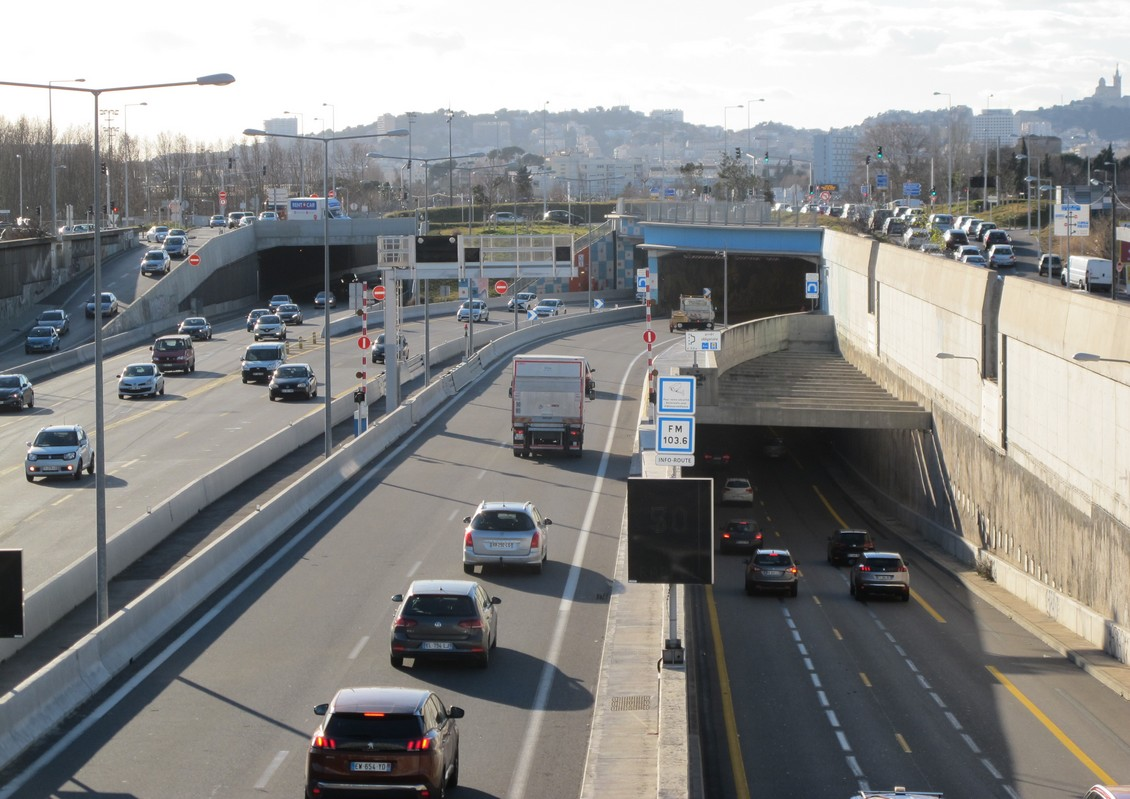
Échangeur des autoroutes A50 et A507 dans le quartier Saint-Loup à Marseille.

### Infrastructures routières
Les Bouches-du-Rhône sont parcourues par un dense réseau d'autoroutes et de voies rapides. La métropole d'Aix-Marseille est reliée par des autoroutes à Avignon, Lyon et Paris (autoroute A7), Draguignan et Nice (autoroute A8), Toulon (autoroute A50), Digne-les-Bains et Gap (autoroute A51), Arles et le Languedoc (autoroute A54). La plupart de ces autoroutes sont concédées et payantes, et plusieurs ont été mises à 2x3 voies au regard de l'importance du trafic.
Mais surtout, ces autoroutes et voies rapides permettent de relier entre eux les multiples pôles de la conurbation d'Aix-Marseille elle-même. Les autoroutes A7, A8, A50, A51, A52, A55, A501, A502, A507, A515, A517, A520 et A557, la route nationale 296 et les routes départementales D6 et D9 forment un tissu complexe dans la métropole. Contraintes par le relief et l'urbanisation, ces voies empruntent de nombreux ouvrages d'art, viaducs et tunnels ; le cœur de la ville de Marseille lui-même est traversé par les tunnels successifs de la Joliette, de la Major, du Vieux-Port et Prado-Carénage.
Malgré ces aménagements, le réseau routier de l'agglomération marseillaise est quotidiennement saturé aux heures de pointe : en 2021, Marseille serait ainsi la 42e ville la plus embouteillée du monde.

### Transport collectif de voyageurs
Les Bouches-du-Rhône sont desservies par le réseau régional de transport routier Zou !, qui ne compte que huit lignes dans le département : en effet, une grande partie des lignes ont été transférées à La Métropole Mobilité qui couvre trois cinquièmes de la  superficie et 93 % de la population du département.

## Transport ferroviaire

### Historique

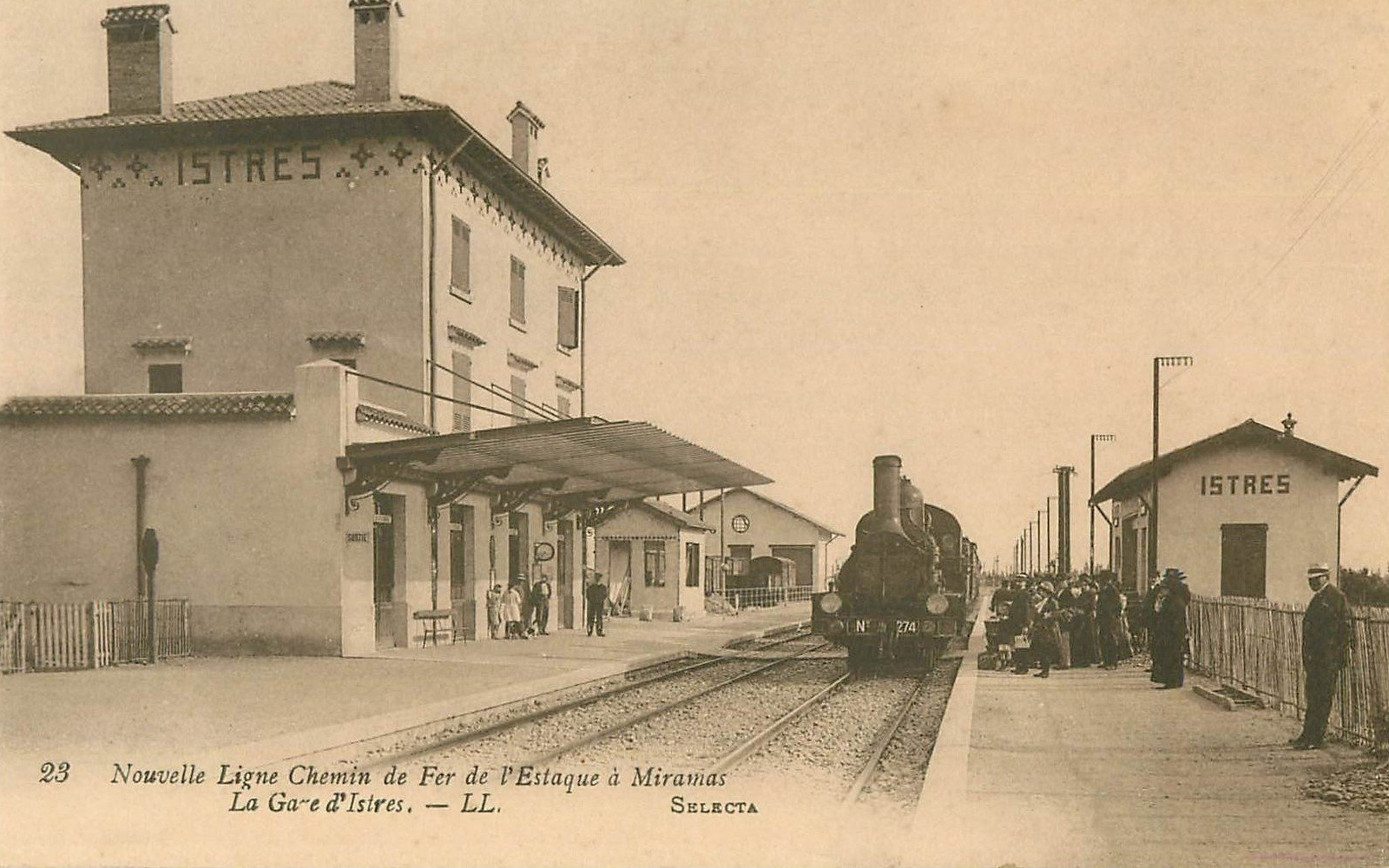
La gare d'Istres dans les années 1920.

Le chemin de fer apparaît dans les Bouches-du-Rhône en 1848, quand est inaugurée une ligne de Marseille à Avignon, embryon de la future « ligne impériale » de Paris-Lyon à Marseille-Saint-Charles. Aix-en-Provence est desservie huit ans plus tard par une ligne en provenance de Rognac. Le réseau d’intérêt général a été développé dans le département principalement par la Compagnie des chemins de fer de Paris à Lyon et à la Méditerranée (PLM). À son apogée à la fin des années 1920, le chemin de fer d’intérêt général atteignait la plupart des villes et bourgs du département, dont Aix-en-Provence, Arles, Aubagne, La Ciotat, Istres, Lambesc, Marseille, Martigues, Port-Saint-Louis-du-Rhône, Salon-de-Provence, Tarascon, Trets et Vitrolles. La gare de Miramas, au carrefour des deux lignes à double voie reliant Lyon à Marseille et équipée d'un des principaux triages du sud de la France, voit se développer autour d'elle l'une des plus importantes villes cheminotes du pays. À Marseille, de nombreuses voies permettent la desserte du port.
Les Bouches-du-Rhône ont également été desservies à partir de 1872 par un réseau de chemins de fer d’intérêt local, successivement exploité par la Société des chemins de fer des Bouches-du-Rhône, la Société nouvelle des chemins de fer des Bouches-du-Rhône, la Compagnie des chemins de fer régionaux des Bouches-du-Rhône, la Compagnie des chemins de fer départementaux des Bouches-du-Rhône et enfin la Régie départementale des transports des Bouches-du-Rhône. Ce réseau reliait Pas-des-Lanciers à Martigues, Tarascon à Orgon par Saint-Rémy-de-Provence, Arles à Salon-de-Provence par Fontvieille, Barbentane à Orgon par Châteaurenard, La Ciotat-gare à La Ciotat-ville et Eyguières à Meyrargues par La Roque-d'Anthéron. Ce réseau, construit à l'écartement normal contrairement à la plupart des réseaux d'intérêt local, a en grande partie été fermé dans les années 1930 et 1950, mais, fait rare, certaines lignes restent exploitées au XXIe siècle pour le trafic de marchandises. La Camargue a également été desservie par le réseau à écartement métrique des Chemins de fer de Camargue. Certaines lignes de l'ancien tramway de Marseille, par ailleurs, s'étendaient loin de la cité phocéenne, jusqu'à Aix-en-Provence et Aubagne.
La « ligne impériale », parcourue par certains des trains les plus rapides de leur époque comme le Mistral, est électrifiée au début des années 1960. En 1982, le TGV entre en gare de Marseille-Saint-Charles, mais la véritable révolution a lieu en 2001 avec l'ouverture de la LGV Méditerranée qui met la cité phocéenne à trois heures de Paris.
|                                             |
| Le réseau ferroviaire à son apogée en 1930. |

|                                     |
| Le réseau ferroviaire de nos jours. |

|                                                    |
| Carte animée de l’évolution du réseau ferroviaire. |

### Situation actuelle

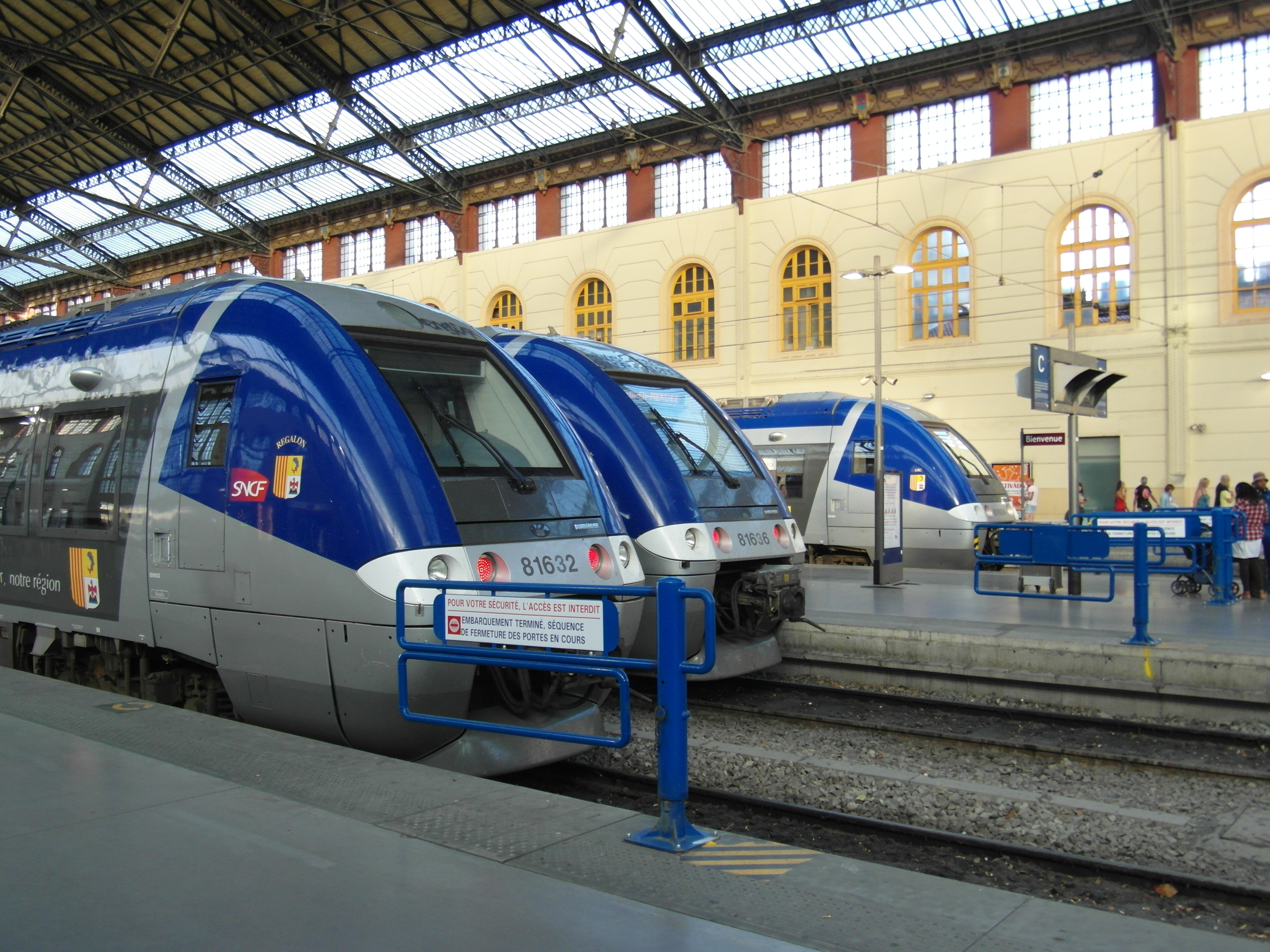
Trois rames TER Provence-Alpes-Côte d'Azur stationnées sous la grande halle voyageurs de la gare de Marseille-Saint-Charles en 2012.

Les principales gares de voyageurs sont celles de Marseille-Saint-Charles et Aix-en-Provence TGV, avec une fréquentation annuelle de 14 629 000 et 3 594 000 voyageurs respectivement en 2019 ; les gares d'Aubagne, Arles, Miramas, Vitrolles-Aéroport-Marseille-Provence, Aix-en-Provence, La Ciotat - Ceyreste et Marseille-Blancarde comptent entre 500 000 et 1 000 000 voyageurs en 2019.
La gare de Marseille-Saint-Charles est située à l'extrémité de trois lignes à double voie la reliant à la vallée du Rhône, à Paris et au Languedoc : la LGV Méditerranée, destinée aux trains à grande vitesse (TGV inOui, Ouigo, AVE…), la ligne « impériale » de Paris-Lyon à Marseille-Saint-Charles, au trafic TER moyenne et longue distance toujours soutenu, et la ligne de la rive droite du Rhône, donc la section la plus proche de la cité phocéenne (ligne de Miramas à l'Estaque ou ligne de la Côte Bleue) n'accueille plus qu'un trafic local et, dans sa partie nord, des trains de fret accédant au complexe du Grand port maritime de Marseille.
La gare de Marseille-Saint-Charles est en cul-de-sac, mais certains trains y rebroussent ou empruntent le raccordement des Chartreux pour continuer vers la Côte d'Azur par la ligne de Marseille-Saint-Charles à Vintimille (frontière). La saturation de cet axe (parcouru par de fréquents trains à grande vitesse, TER et fret) et les faibles vitesses autorisées par son tracé sinueux expliquent que son doublement par une ligne nouvelle Provence Côte d'Azur soit projeté.
La ligne de Lyon-Perrache à Marseille-Saint-Charles (via Grenoble) a une importance et un équipement nettement inférieurs aux axes précités, bien qu'elle relie notamment entre elles les deux principales villes du département, Aix-en-Provence et Marseille.

## Transport maritime

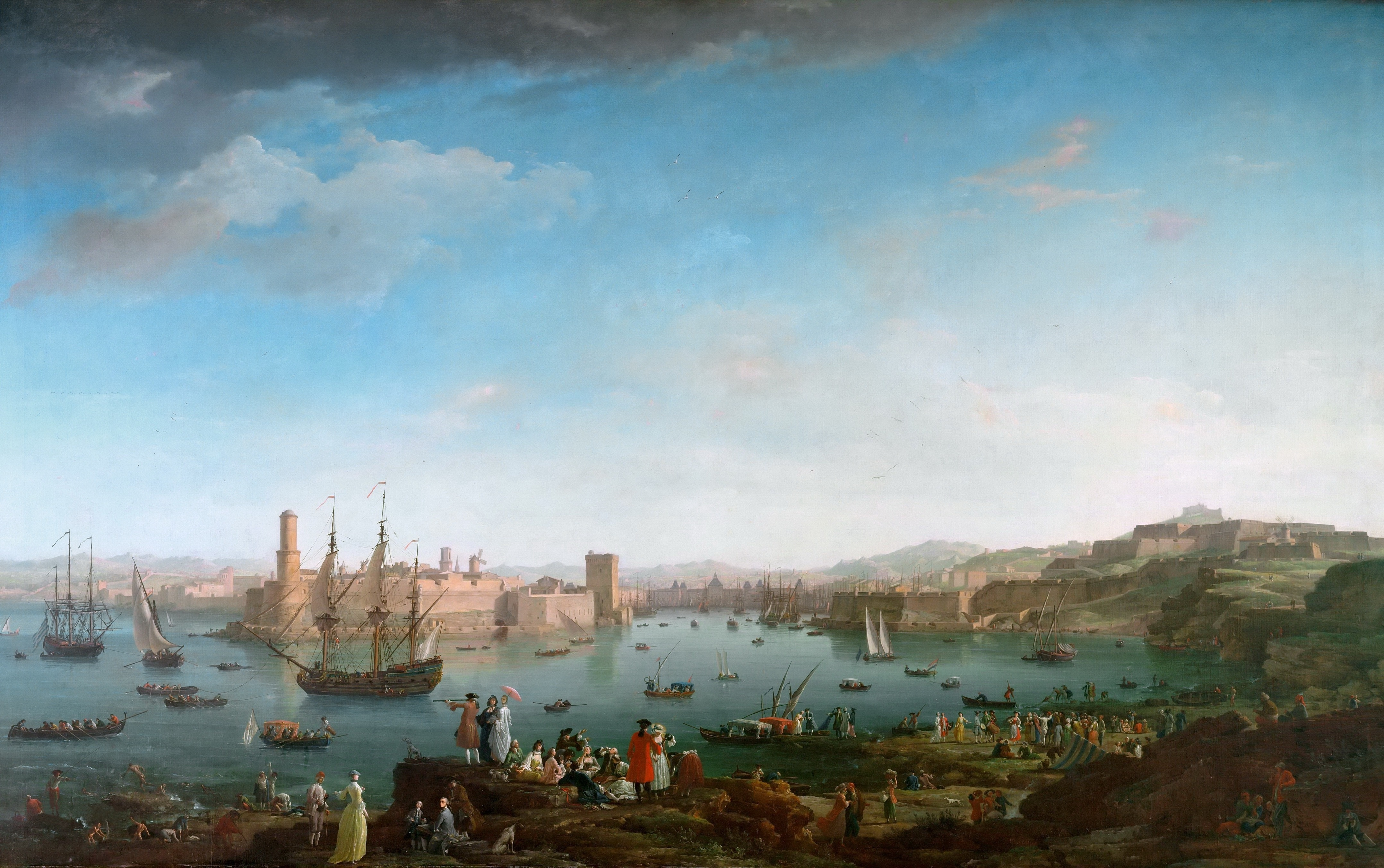
Joseph Vernet, L'Entrée du port de Marseille (1754)

La naissance puis le développement d'une agglomération à Marseille, de l'Antiquité au XXe siècle, sont liés à l'existence sur ce site d'un des plus importants ports de la Méditerranée. De nos jours, le Grand port maritime de Marseille, dont les installations s'étendent de Marseille à Fos-sur-Mer en passant par les rives de l'étang de Berre, présente une large palette d'activités, du transport d'hydrocarbures (grâce à la présence de quatre raffineries à proximité) à celui des conteneurs en passant par celui des passagers (lignes régulières vers la Corse et l'Afrique du Nord, et croisières). En 2021, Marseille est le plus grand port français et le 6e port européen par le tonnage transporté, avec un trafic de plus de 70 millions de tonnes. Le Vieux-Port de Marseille, quant à lui, accueille les navires de plaisance.

## Transport fluvial
Si le réseau routier et ferroviaire assure la majeure partie du trafic entre le Grand port maritime de Marseille et son hinterland, une part non négligeable de son tonnage provient du transport fluvial. Le Rhône est l'un des principaux axes du transport fluvial en France, canalisé à grand gabarit (classe V CEMT), et il est relié par des canaux du même gabarit aux bassins de Fos-sur-Mer. Marseille est ainsi le premier port fluvial du sud de la France, avec un trafic fluvial de 1 500 000 tonnes en 2019.

## Transport aérien

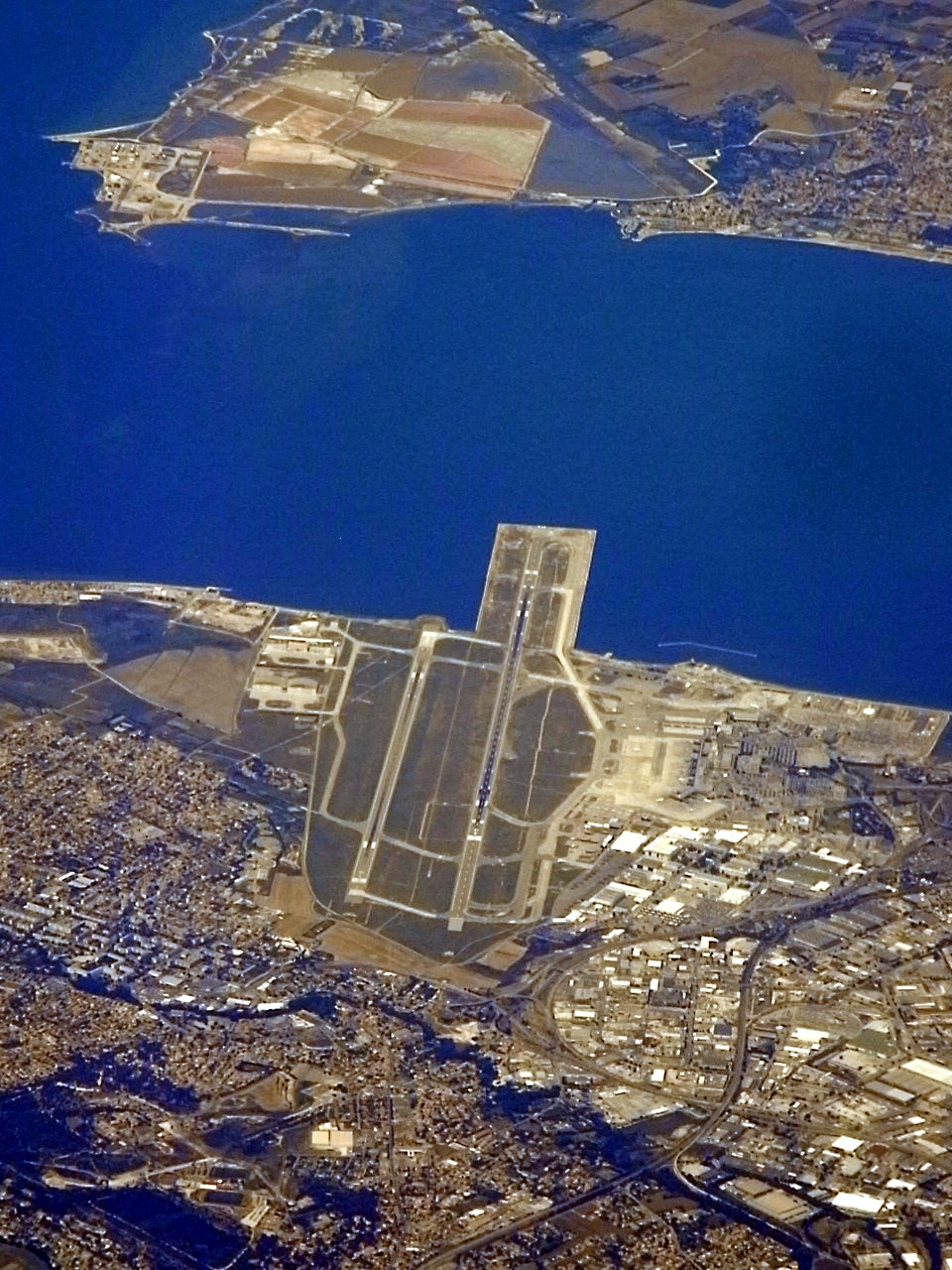
Vue aérienne de l'aéroport Marseille-Provence, au bord de l'étang de Berre.

L'aéroport Marseille-Provence est, avec plus de 10 millions de passagers en 2019, le quatrième aéroport le plus fréquenté de France. Il est desservi par une trentaine de compagnies qui le relient à plus d'une centaine de destinations en Europe et dans le monde. La compagnie à bas coût Ryanair, à elle seule, dessert 60 lignes depuis l'aéroport.
Les aérodromes d'Aix - Les Milles, Berre - La Fare, Le Mazet de Romanin et Salon - Eyguières sont dédiés à l'aviation légère de tourisme et de loisirs.

## Transports en commun urbains et périurbains
La métropole d'Aix-Marseille-Provence, la communauté d'agglomération Arles-Crau-Camargue-Montagnette et la communauté d'agglomération Terre de Provence sont autorités organisatrices de la mobilité sur leur territoire et organisent des services de transport dans leur ressort territorial.

Plan des réseaux d'autobus de la métropole d'Aix-Marseille-Provence, regroupés sous la marque La Métropole Mobilité.

La Métropole Mobilité est la marque regroupant l'ensemble des réseaux de transport en commun de la vaste métropole d'Aix-Marseille-Provence, qui, jusqu'en 2016, relevaient de sept autorités organisatrices de transport différentes. Elle compte deux lignes de métro à Marseille, quatre lignes de tramway (à Marseille et Aubagne), six lignes de bus à haut niveau de service (baptisées « le bus + »), cinq lignes maritimes, et plusieurs centaines de lignes d'autobus et d'autocar exploitées sous diverses marques (« le car » et « le car + », RTM à Marseille, Transmétropole dans l'agglomération marseillaise élargie, Ciotabus autour de La Ciotat, Lignes de l'Agglo autour d'Aubagne, Aix en bus à Aix-en-Provence, Pays d'Aix mobilité autour d'Aix, Salon Etang Côte Bleue à l'est de l'étang de Berre, Libébus autour de Salon-de-Provence et Ulysse autour d'Istres et Martigues). Si les transports en commun marseillais souffrent d'un sous-dimensionnement et d'une mauvaise réputation, des investissements massifs dans le réseau de transport ont été annoncés en 2021 dans le cadre du programme Marseille en grand.
Le réseau Envia (Arles) est beaucoup plus réduit, avec une quinzaine de lignes d'autobus. Les Navettes Terres de Provence comptent deux lignes autour de Châteaurenard.

## Modes actifs
Le département est traversé par plusieurs voies vertes, véloroutes et sentiers de grande randonnée.